# Römerswil
Römerswil ist eine politische Gemeinde im Wahlkreis Hochdorf des Kantons Luzern in der Schweiz.

## Geographie
Das Dorf Römerswil liegt südwestlich des Baldeggersees 3 km westlich von Hochdorf am Ostabhang der Erlosen. Das Dorf Herlisberg (737 m ü. M.), bis 1. Januar 2005 selbständige Gemeinde und jetzt Ortsteil, liegt 3,3 km nordnordwestlich davon. Zum Gemeindegebiet gehören zahlreiche Weiler, Häusergruppen und Einzelgehöfte. Nördlichste Siedlungen der Gemeinde sind Waldhus (794 m ü. M.; 4 km nordwestlich) und der Weiler Laufenberg (593 m ü. M.; 4 km nördlich des Dorfes Römerswil). Im Weiler Oberreinach (734 m ü. M.; 2,2 km nördlich des Dorfes) liegt die Ruine der Burg Oberrinach. Genau zwischen dem Dorf und Oberreinach liegt der Weiler Ludigen (753 m ü. M.). Die Gemeinde reicht mit dem Ortsteil Nunwil (476 m ü. M.; 2 km nordöstlich des Dorfes) bis hinunter an das Südufer des Baldeggersees. Unmittelbar westlich von Hochdorf, bereits in der Seetalebene, liegt der Ortsteil Huwil (480 m ü. M.; 2,3 km östlich des Dorfes), der vom Sagebach durchflossen wird. 2,3 km südöstlich liegt der südlichste Punkt der Gemeinde, der Weiler Rehag. Im Süden der Gemeinde liegt der Ortsteil Williswil (686 m ü. M.; 1,1 km südlich des Dorfs). Das Gebiet nordöstlich des Dorfes wird vom Ärebolgetobelbach zum Baldeggersee entwässert.
Das Gemeindegebiet umfasst eine Fläche von 1739 ha, wovon allerdings nur 1665 ha Landfläche sind. Der Rest ist der Gemeindeanteil am Baldeggersee. Von dieser Landfläche werden 75,9 % landwirtschaftlich genutzt; 15,6 % des Gemeindeareals sind mit Wald und Gehölz bedeckt und 7,9 % Siedlungsfläche (Stand 2015/2016).
Nachbargemeinden der Gemeinde nach dem neuen Gebietsstand vom 1. Januar 2009 sind Beromünster, Ermensee, Hildisrieden, Hitzkirch, Hochdorf und Rain.

## Bevölkerung
- Römerswil

Die Einwohnerzahl war in der ersten Hälfte des 19. Jahrhunderts stabil (1798–1850: +0,3 %), ging jedoch infolge Abwanderung bis zum Ende des 19. Jahrhunderts zurück (1850–1900: −28,4 %). Die Bevölkerung wuchs in den nächsten zwei Jahrzehnten wieder an, so dass die Abwanderung kompensiert wurde (1900–1920: +30,3 %). Während der nächsten 50 Jahren blieb die Einwohnerzahl nahezu gleich (1920–1970: +0,3 %). Bis zur Fusion mit der ehemaligen Gemeinde Herlisberg erlebte die Gemeinde Römerswil wieder leichtes Bevölkerungswachstum (1990–2004: +14,2 %), welches sich bis heute fortsetzt (2004–2020: +11,2 %).
Quellen: 1798–1837: Helvetische und kantonale Volkszählungen; 1850–1980 Volkszählungsergebnisse, 1981–2010 ESPOP, seit 2011 STATPOP
- Herlisberg

Die Einwohnerzahl stieg in der ersten Hälfte des 19. Jahrhunderts mässig an (1798–1850: +20,7 %), ging jedoch infolge Abwanderung bis zum Ende des 19. Jahrhunderts zurück (1850–1900: −26,7 %). Der Bevölkerungsrückgang setzte sich in den folgenden 70 Jahren weiter fort (1900–1970: −14,1 %). Ab den 1970er-Jahren erlebte Herlisberg ein mässiges Wachstum (1970–1990: +33,9 %). Bis zur Fusion mit der Gemeinde Römerswil (2005) stagnierte die Einwohnerzahl der ehemaligen Gemeinde Herlisberg (1990–2004: +1,8 %).
Quellen: 1798–1837: Helvetische und kantonale Volkszählungen; 1850–1980 Volkszählungsergebnisse, 1981–2010 ESPOP

### Sprachen
Die Bevölkerung spricht im Alltag eine hochalemannische Mundart. Bei der letzten Volkszählung im Jahr 2000 sah die Sprachsituation so aus:
- Römerswil

Es gaben 98,70 % Deutsch und je 0,16 % Französisch und Rätoromanisch als Hauptsprache an.
- Herlisberg

Es gaben 96,23 % Deutsch, 2,93 % Serbokroatisch und 0,42 % Französisch als Hauptsprache an.

### Religionen – Konfessionen
In beiden fusionierten Gemeinden ist die Bevölkerung traditionellerweise römisch-katholisch. Durch Kirchenaustritte und Zuwanderung sieht die religiöse Landschaft heute folgendermassen aus (Stand 2000):
- Römerswil

Von den Einwohnern waren 83,97 % römisch-katholische und 6,59 % evangelisch-reformierte Christen. Daneben gab es 5,21 % Konfessionslose und 0,49 % Muslime.
- Herlisberg

Von den Einwohnern waren 78,66 % römisch-katholische und 7,53 % evangelisch-reformierte Christen. Daneben gab es 6,28 % Konfessionslose und 2,51 % Muslime.

### Herkunft – Nationalität
Ende 2020 zählte die Gemeinde 1810 Einwohner. Davon waren 1646 Schweizer Staatsangehörige und 164 (= 9,1 %) Menschen anderer Staatsangehörigkeit. Die grössten Zuwanderergruppen kommen aus Deutschland (58 Menschen), Portugal (18), Italien, dem Kosovo (je 15), Österreich, der Niederlande (je 7), Ungarn (6) und Spanien (5).

## Geschichte

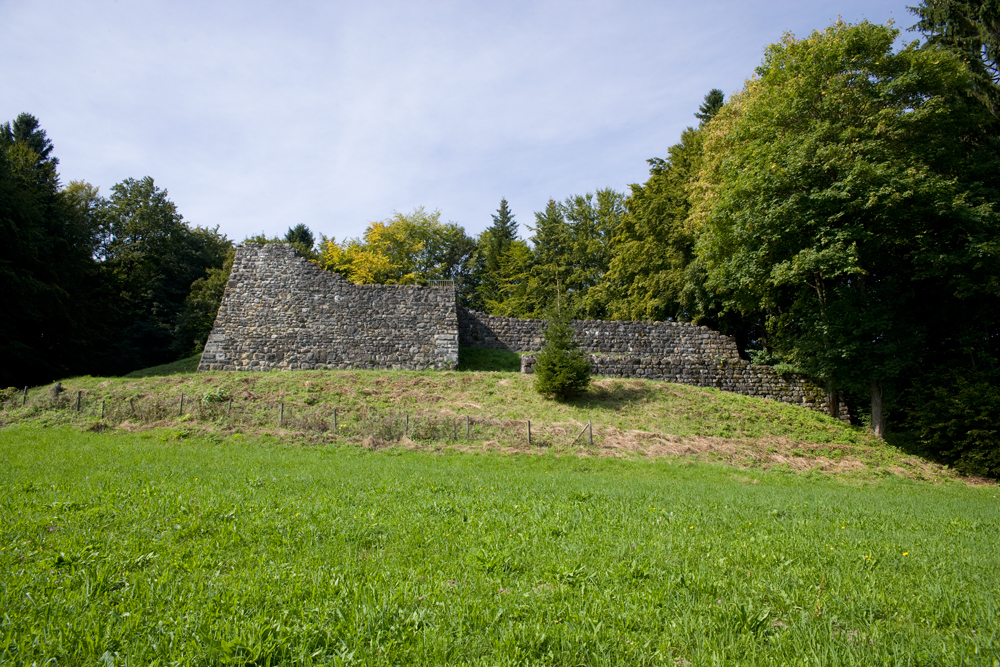
Die Ruine Oberrinach

Der Ortsteil Herlisberg taucht als Erlinsberg im Jahr 1150 in einer Besitzbestätigung des Klosters Allerheiligen in Schaffhausen erstmals auf. Die Gemeinde unterstand zuerst den Grafen von Lenzburg, dann ab 1173 den Grafen von Kyburg und als deren Nachfolgern ab 1263 den Habsburgern. Alle diese Herren überliessen die Verwaltung den Rittern von Reinach, welche ihren Sitz in der Burg Oberrinach hatten. 1386 bei der Schlacht bei Sempach kämpften sie jedoch auf der Seite der Verlierer, die Burg wurde zerstört, und die Herren von Reinach setzten sich ins Elsass ab. Herlisberg gehörte bis 1803 als Teil des Amtes Richensee-Hitzkirch zu den Freien Ämtern und kam anschliessend zum neu geschaffenen Amt Hochdorf. Bis Ende 2004 war es eine eigenständige Gemeinde. Seit dem 1. Januar 2005 ist es ein Ortsteil von Römerswil.
Der Ortsteil Römerswil ist bereits seit langer Zeit Siedlungsraum, wie Funde aus römischer Zeit beweisen. In den Acta Murensia des Klosters Muri sind zwei Orte mit den Namen Regensfridswile und Reinfridswile aufgeführt. Mit einem dieser Namen könnte Römerswil gemeint sein. 1270 taucht in einer Urkunde der Name Remerswil auf, mit dem eindeutig der heutige Ort Römerswil identifiziert werden kann. Bis 1798 gehört es zur Landvogtei Rothenburg. Von 1798 bis 1803 ist es Teil des Distrikts Sempach. Seitdem gehört es zum damals neu geschaffenen Amt Hochdorf. Allerdings gibt es den Ort als selbständige Gemeinde erst seit 1838, denn bis dahin bildete es zusammen mit Rain und Hildisrieden die Gemeinde Berghof. Seit dem 1. Januar 2005 gehört die früher selbständige Gemeinde Herlisberg als Ortsteil zu Römerswil.

## Politik

### Gemeinderat
Der Gemeinderat Römerswil besteht aus fünf Mitgliedern und ist wie folgt aufgestellt (Stand Januar 2024):
- Urs Schryber (Mitte): Gemeindepräsident
- Horst Beck (Mitte): Finanzen
- Hubert Bösch (FDP): Bildung
- Bernadette Hochuli (Mitte): Soziales
- Andreas Spiess (SVP): Bau

### Kantonsratswahlen
Bei den Kantonsratswahlen 2023 des Kantons Luzern betrugen die Wähleranteile in Römerswil: Mitte 39,00 %, SVP 32,36 %, FDP 11,06 %, Grüne (mit JG) 6,47 %, SP (mit JUSO) 5,64 % und glp 5,46 %.

### Nationalratswahlen
Bei den Schweizer Parlamentswahlen 2023 betrugen die Wähleranteile in Römerswil: Mitte 35,9 %, SVP 34,7 %, FDP 12,3 %, SP 6,1 %, glp 4,5 %, GPS 3,2 %, übrige 3,2 %.

## Verkehr
Herlisberg und Römerswil sind durch die Buslinie Beromünster–Hochdorf ins Netz des Öffentlichen Verkehrs eingebunden. Hochdorf hat eine Bahnstation an der Linie Luzern–Lenzburg. Von Beromünster fährt ein Bus nach Sursee an der Bahnlinie Luzern–Olten.
Beide Ortschaften liegen an der Strasse Sempach–Rain–Beromünster, einer Nebenstrasse. Römerswil ist 7 km vom Autobahnanschluss Sempach an der A2 entfernt; Herlisberg 11 km von Sempach und 13 km vom Anschluss Sursee an der A2.

## Persönlichkeiten
- Roland Schwegler (* 1982 in Römerswil), Fussballspieler und -trainer

## Bilder

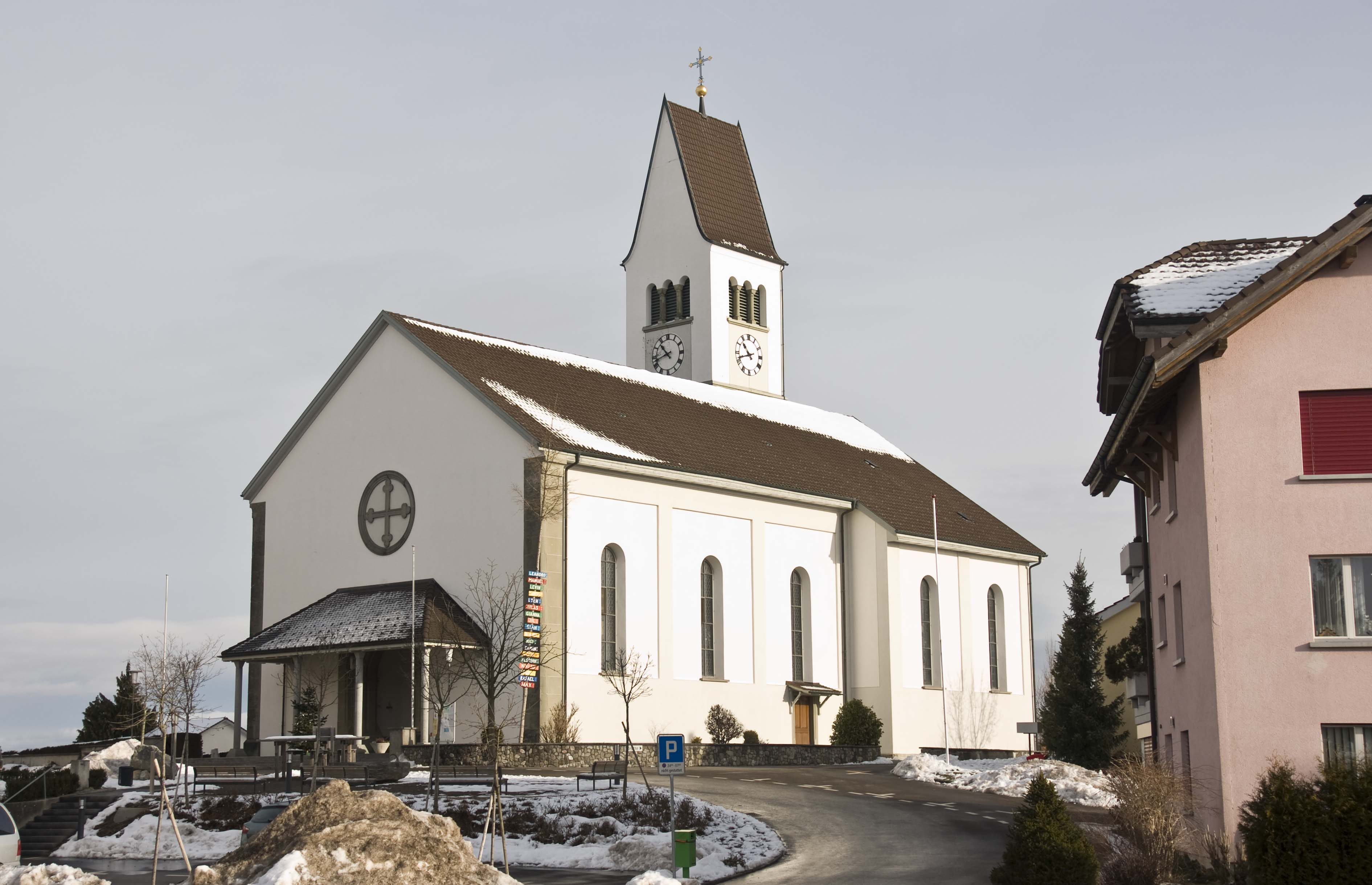
Kirche von Römerswil
Luftbild von Römerswil
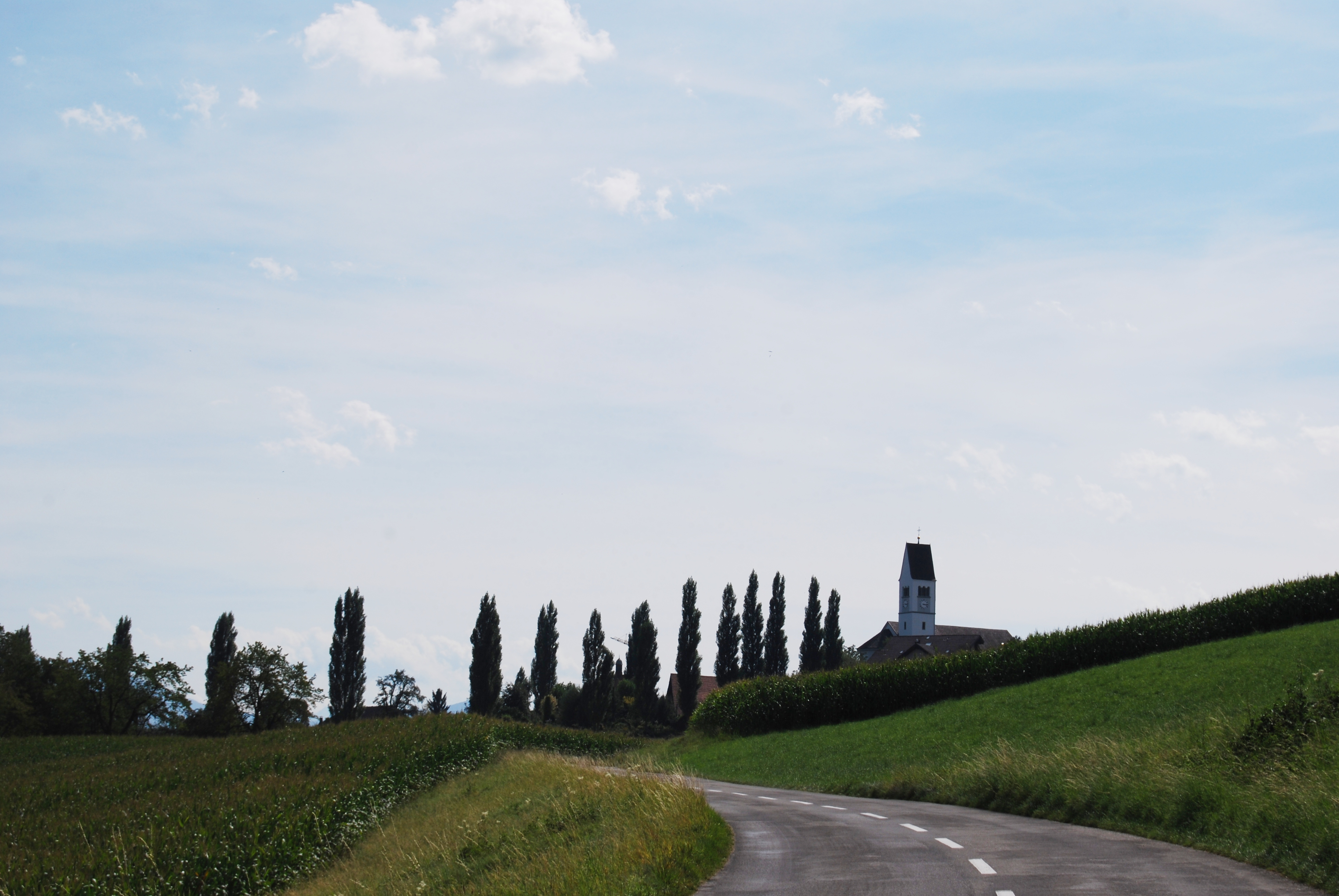
Römerswil von Nordosten her gesehen
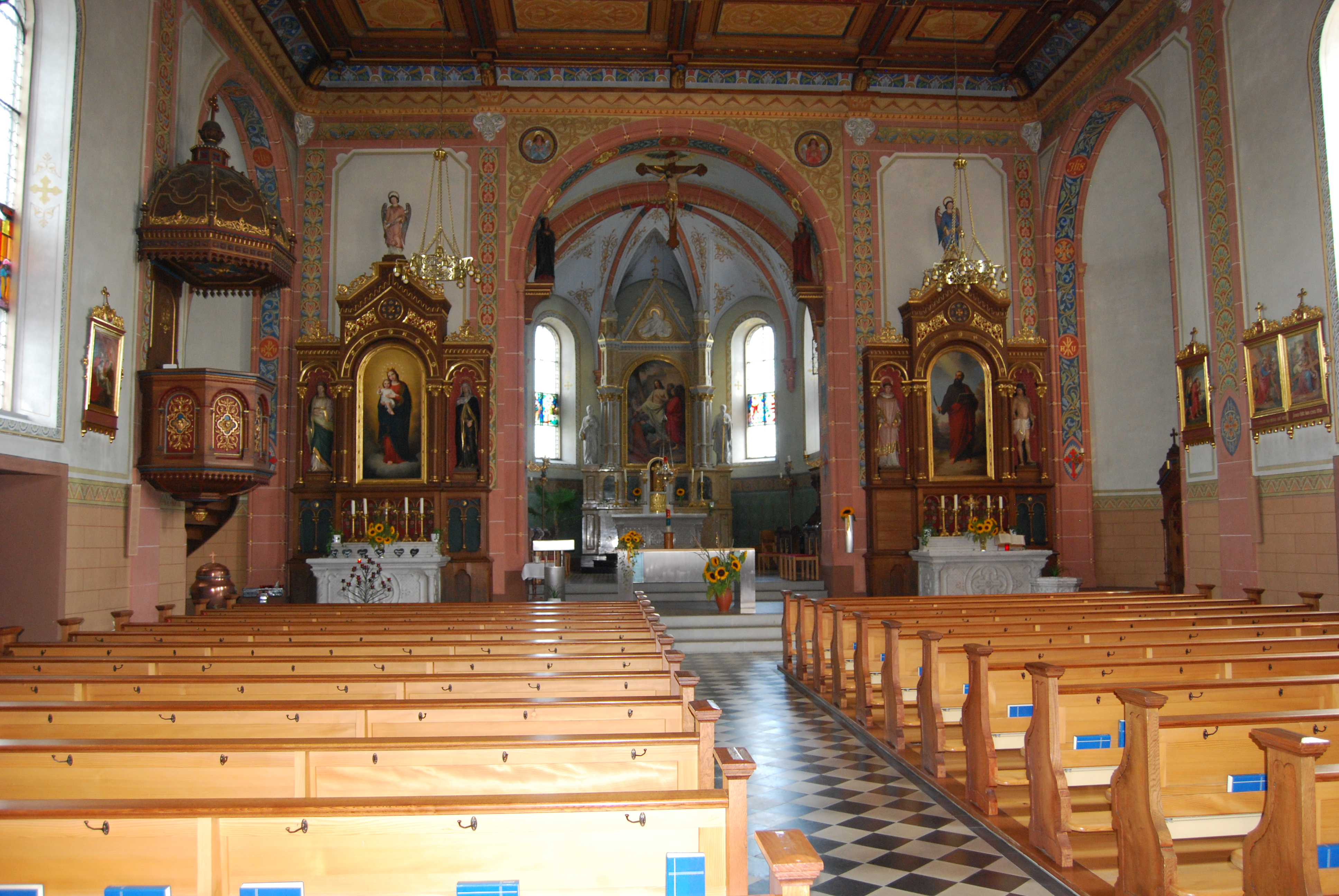
Innenansicht der Kirche
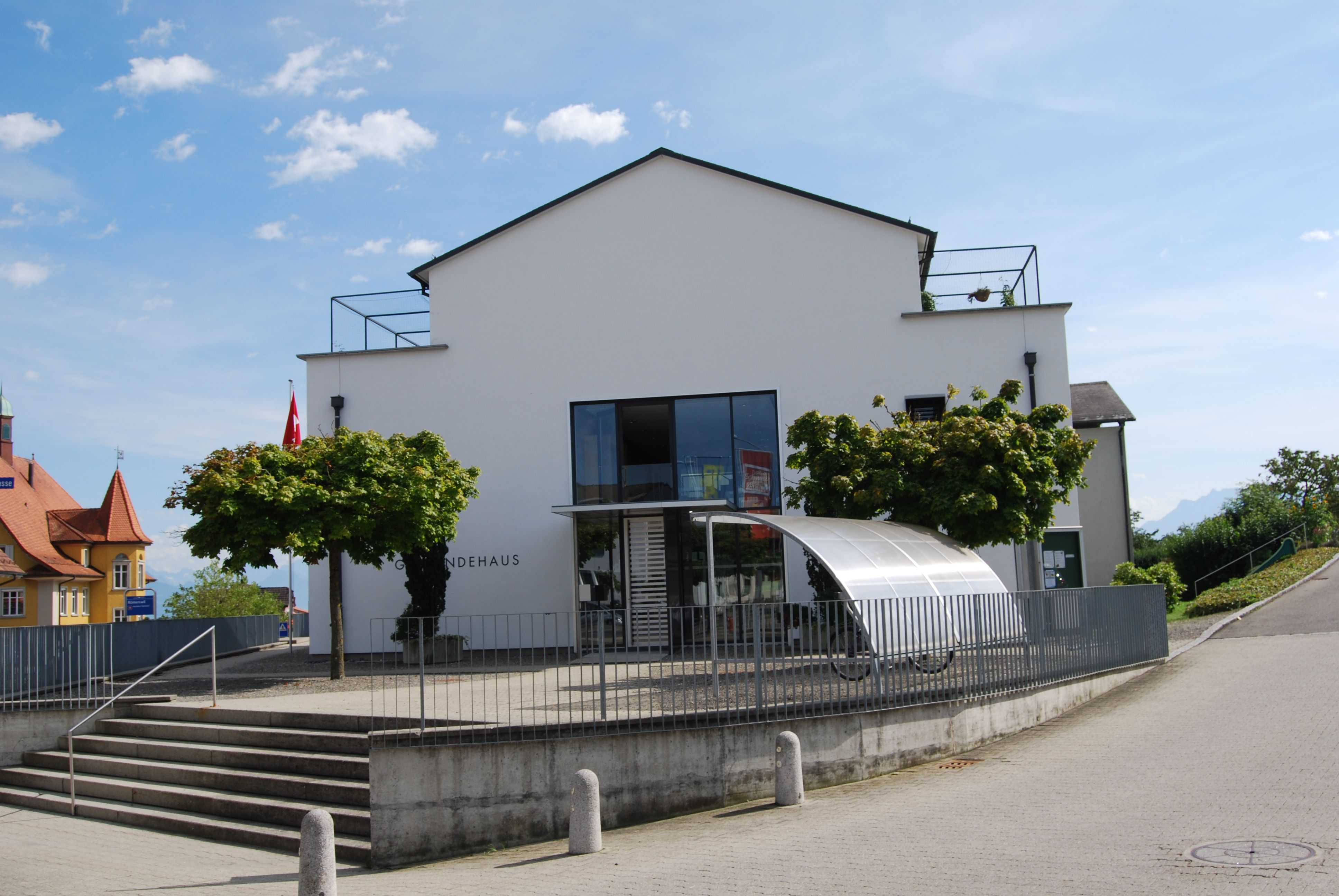
Gemeindehaus
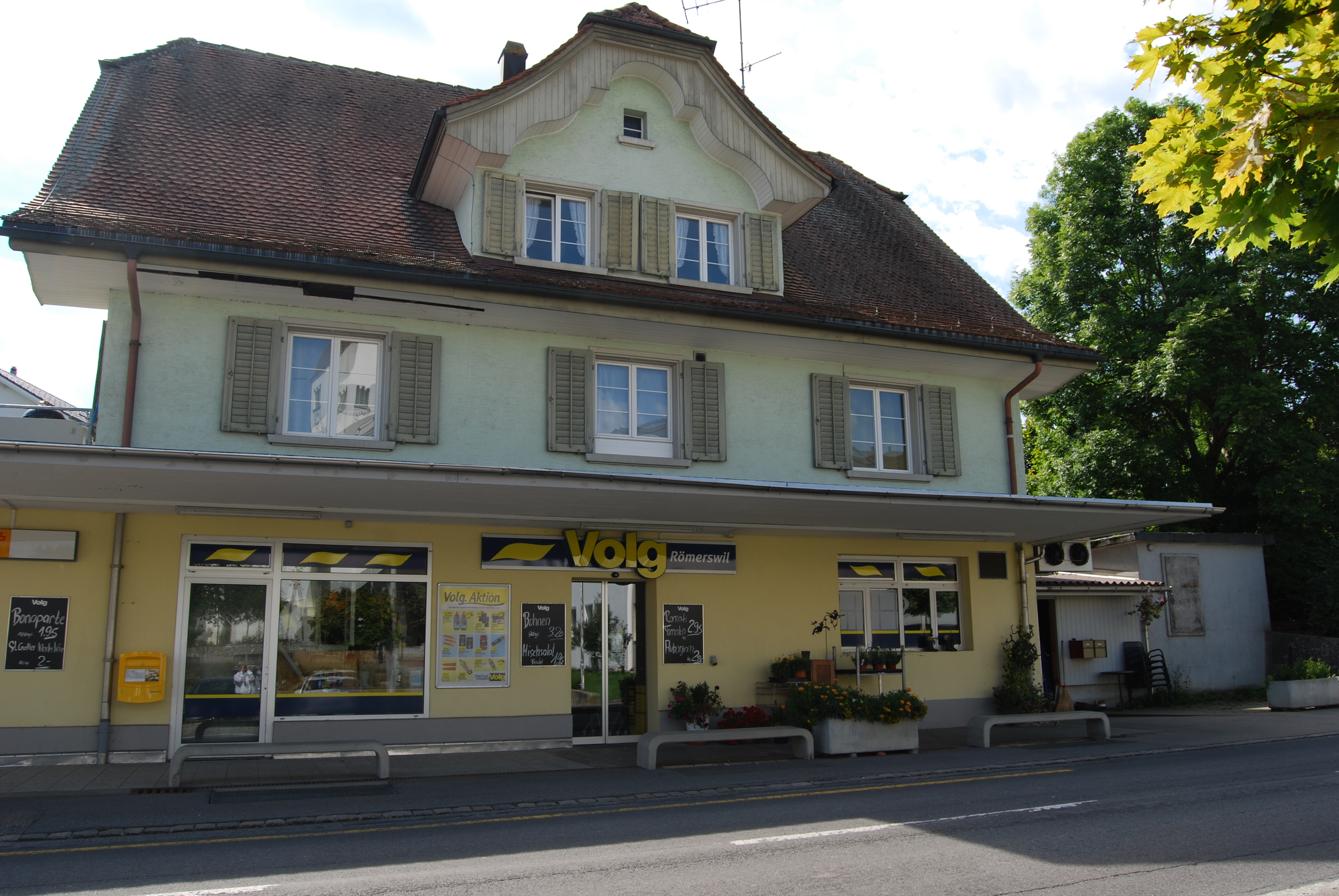
Dorfladen
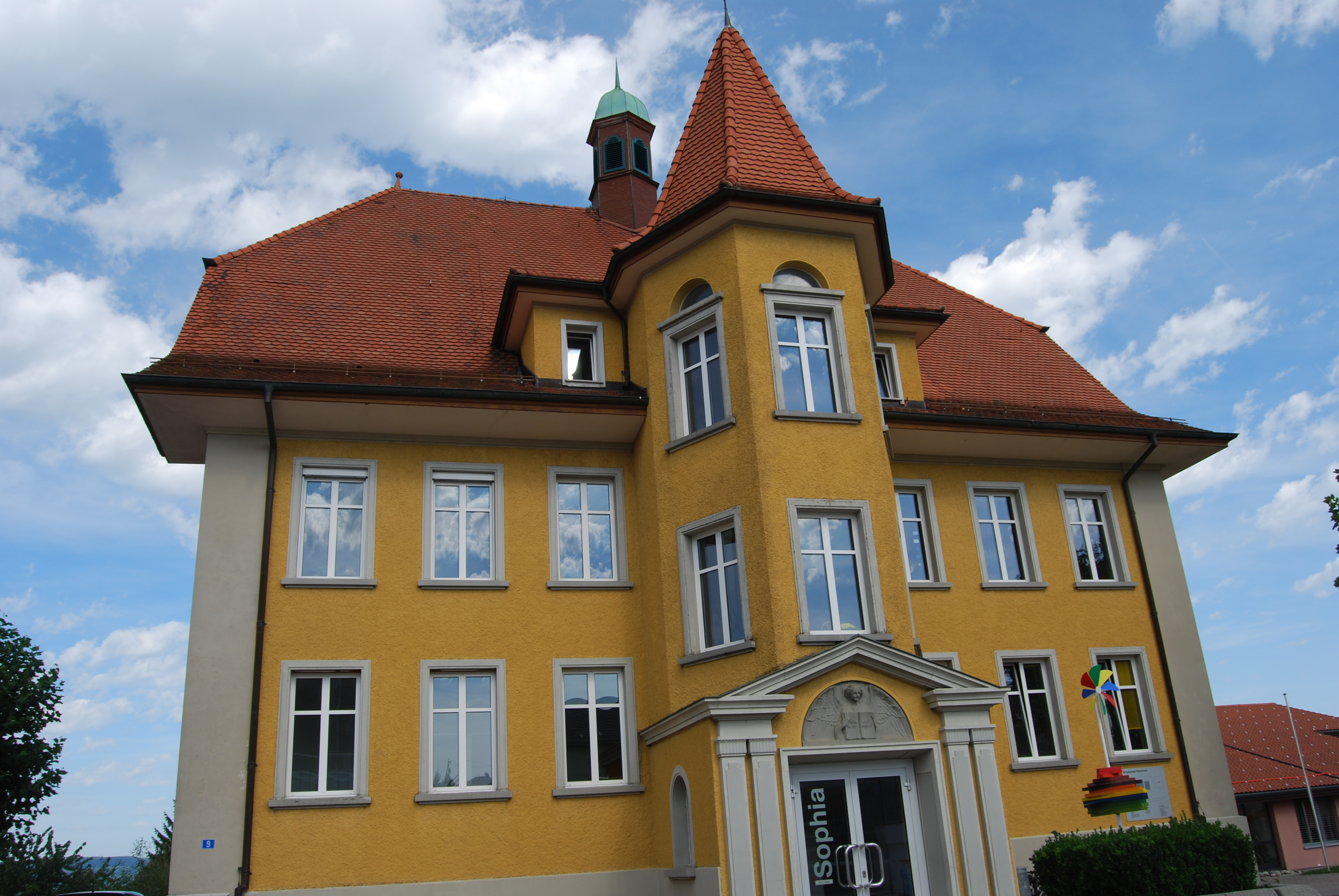
Schulhaus